# Vegard Gjermundshaug
Vegard Gjermundshaug, född 10 januari 1992, är en norsk skidskytt som debuterade i världscupen i mars 2015. Hans första pallplacering i världscupen kom i stafett den 5 mars 2017 i Pyeongchang, Sydkorea.